# Allopseudaxine katsuwonis
Allopseudaxine katsuwonis är en plattmaskart. Allopseudaxine katsuwonis ingår i släktet Allopseudaxine och familjen Axinidae. Inga underarter finns listade i Catalogue of Life.